# Cunetio-Hort

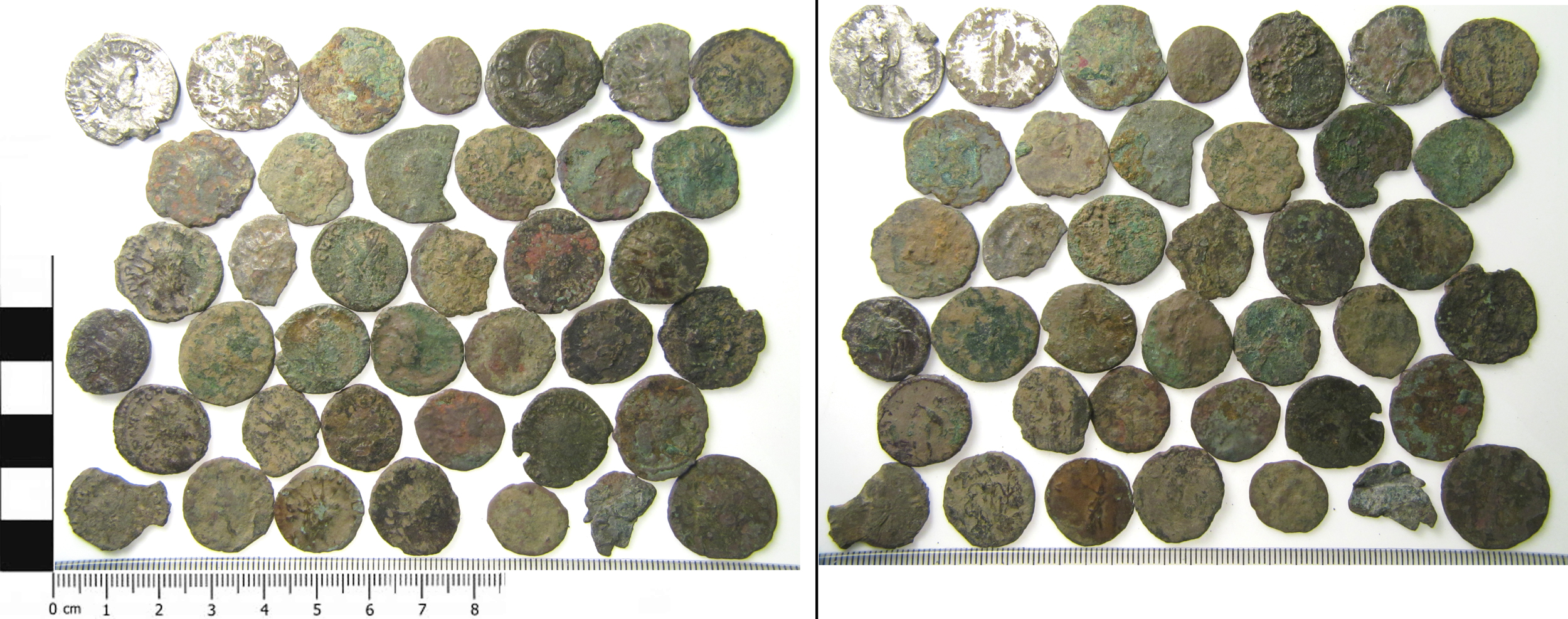
Cunetio-Hort

Der Cunetio-Hort (auch Mildenhall-Hort genannt) ist der größte im Vereinigten Königreich gefundene Schatz römischer Münzen. 
Er wurde 1978 auf dem Gelände der römischen Siedlung Cunetio in der Nähe von Mildenhall in Wiltshire in England entdeckt und bestand aus 54.951 Münzen von geringem Wert mit einem Gewicht von über 180 Kilogramm (etwa 3,3 Gramm pro Stück). Die Münzen befanden sich in einem Topf und einem Bleibehälter. Sie befinden sich im British Museum. Der Topf ist im Wiltshire Museum in Devizes ausgestellt. 

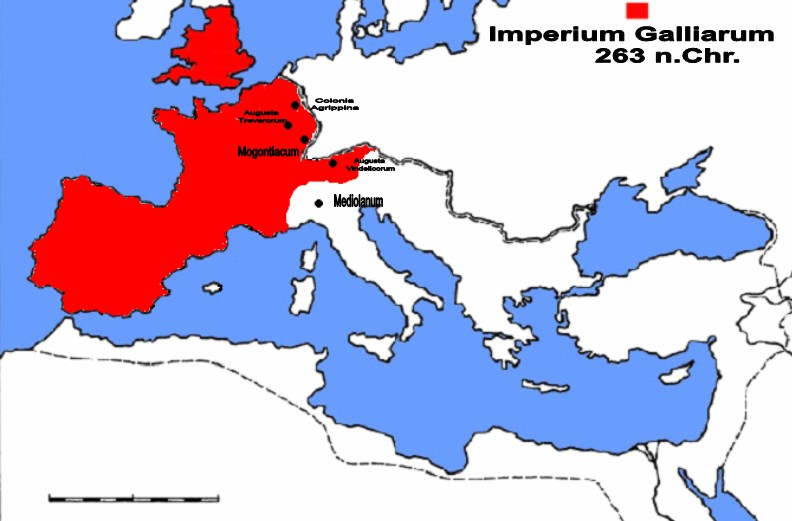
Das Imperium Galliarum des Postumus zur Zeit seiner größten Ausdehnung

Cunetio entwickelte sich von einer kleinen Siedlung zu einem wichtigen Markt für die Region, was eventuell die Konzentration der Münzen erklärt, die von 250 bis 275 n. Chr. stammen. Die Mehrzahl stammt aus dem Imperium Galliarum, das Postumus 260 in Gallien gründete. Bei den meisten handelte es sich um strahlenförmige Münzen mit geringem Wert, es gab jedoch eine Anzahl Antoniniane, von denen einige aus der Regierungszeit von Gallienus (253–268) stammen.
Größere Schätze römischer Münzen in Europa wurden in Evreux in der Normandie in Frankreich (100.000 Münzen) und Ploče-Komin im Süden von Kroatien (300.000 Münzen) gefunden. Zum Zeitpunkt seiner Entdeckung war der Schatz von Cunetio bei weitem der größte in Großbritannien. Auf einem Feld in Somerset in England wurde 2110 in einem etwa 160 Kilogramm schweren Tongefäß der Hort von Frome mit 52.000 römischen Münzen aus dem 3. Jahrhundert gefunden.
Bei der Grabung eines Brunnens wurden 1912, möglicherweise aus einem anderen Hort stammend, 102 Münzen freigelegt. Dieser spätrömische Münzfund war in jüngerer Zeit Gegenstand einer aufschlussreichen Neubewertung, die 1997 veröffentlicht wurde. An der Stelle wurde 1960 ein kleiner Hort gefunden.